# Cardstock

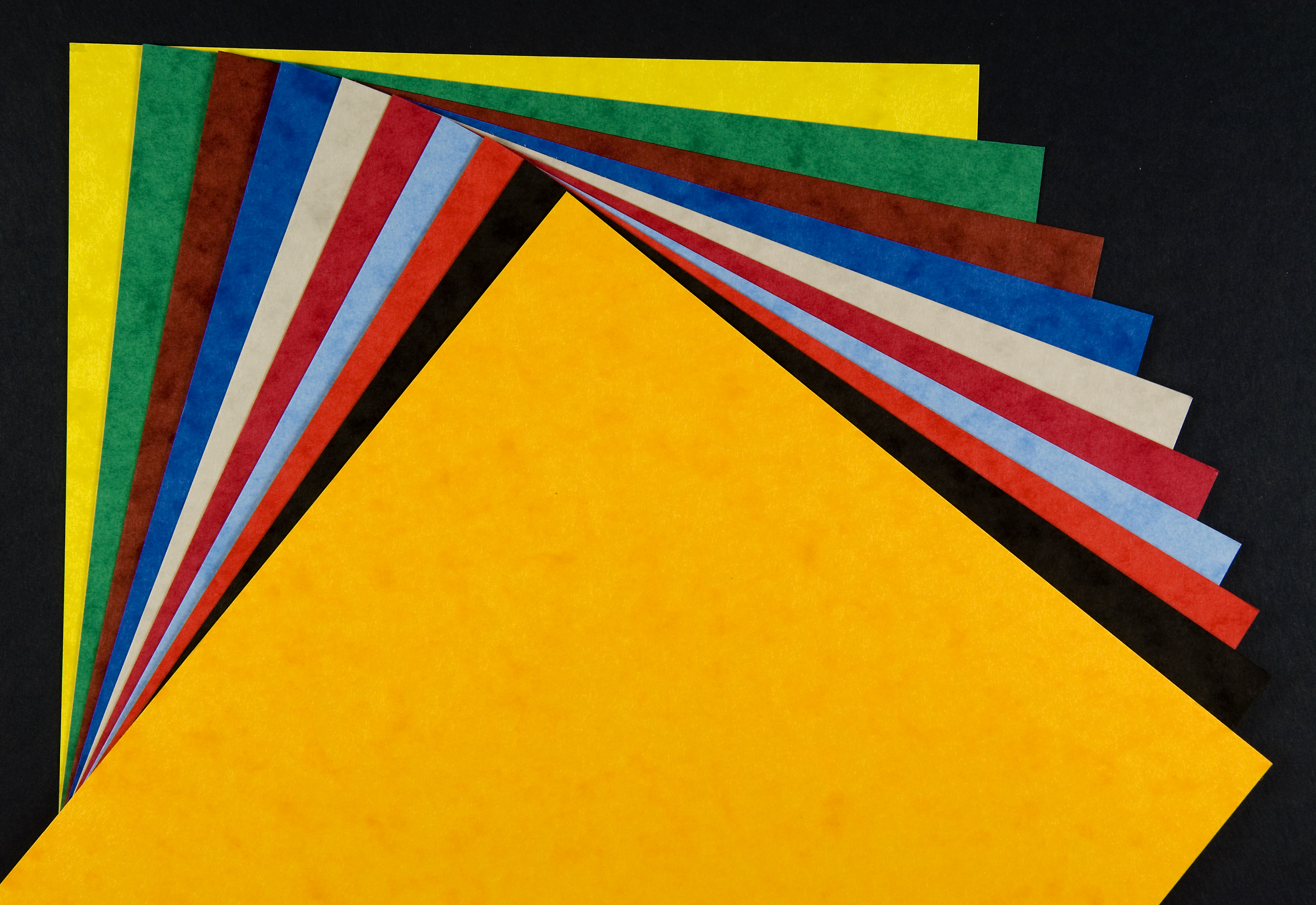
Cardstock för hantverksbruk finns i en mängd olika texturer och färger.

Card stock, även kallat Cardstock, är en pappersprodukt som är tjockare och mer hållbar än vanligt skriv- och tryckpapper, men tunnare och mer flexibel än andra former av papp eller kartong.
Cardstock används till exempelvis visitkort, vykort, spelkort, katalogomslag, scrapbooking samt i andra sammanhang där ett kraftigare och mer hållbart material än vanligt papper krävs. Ytan är vanligtvis slät men kan också ha en metallisk eller glansig textur.